# Pournema
Pournema (en russe : Пурнема) est un village russe de la municipalité de Pokrovskoïe du raïon d'Onega dans l'oblast d'Arkhangelsk. Sa population s'élevait à 137 habitants au recensement de 2021.

## Géographie
Pournema est située dans le nord-ouest de l'oblast d'Arkhangelsk, un sujet de Russie européenne qui fait partie du district fédéral du Nord-Ouest. La localité fait partie de l'établissement rural de Pokrovskoïe, une municipalité avec comme chef-lieu Pokrovskoïe, dans le raïon d'Onega, un des raïons de l'oblast, avec la ville d'Onega comme centre administratif.
Pournema, comme tout l'oblast d'Arkhangelsk, est située dans le fuseau horaire MSK (heure de Moscou). Le décalage horaire appliqué par rapport au temps universel coordonné est +03:00.

## Démographie
Recensements (*) ou estimations de la population,,,,:
| 1668 | 1865 | 1895 | 1918 | 1920  | 1998 |
| ---- | ---- | ---- | ---- | ----- | ---- |
| 54   | 605  | 827  | 744  | 1 039 | 221  |

| 2002* | 2010* | 2012 | 2021* | - | - |
| ----- | ----- | ---- | ----- | - | - |
| 222   | 169   | 195  | 137   | - | - |

## Culture locale et patrimoine
Le village possède le pogost de Pournema, un ensemble architectural religieux d'Architecture en bois russe typique du Nord russe. Le pogost comprend l'église Saint-Nicolas de 1618, objet patrimonial culturel de Russie d'importance fédérale sous le no 291711034560006 depuis 1974 ainsi que l'église de la Nativité de 1860.

Pogost de Pournema :
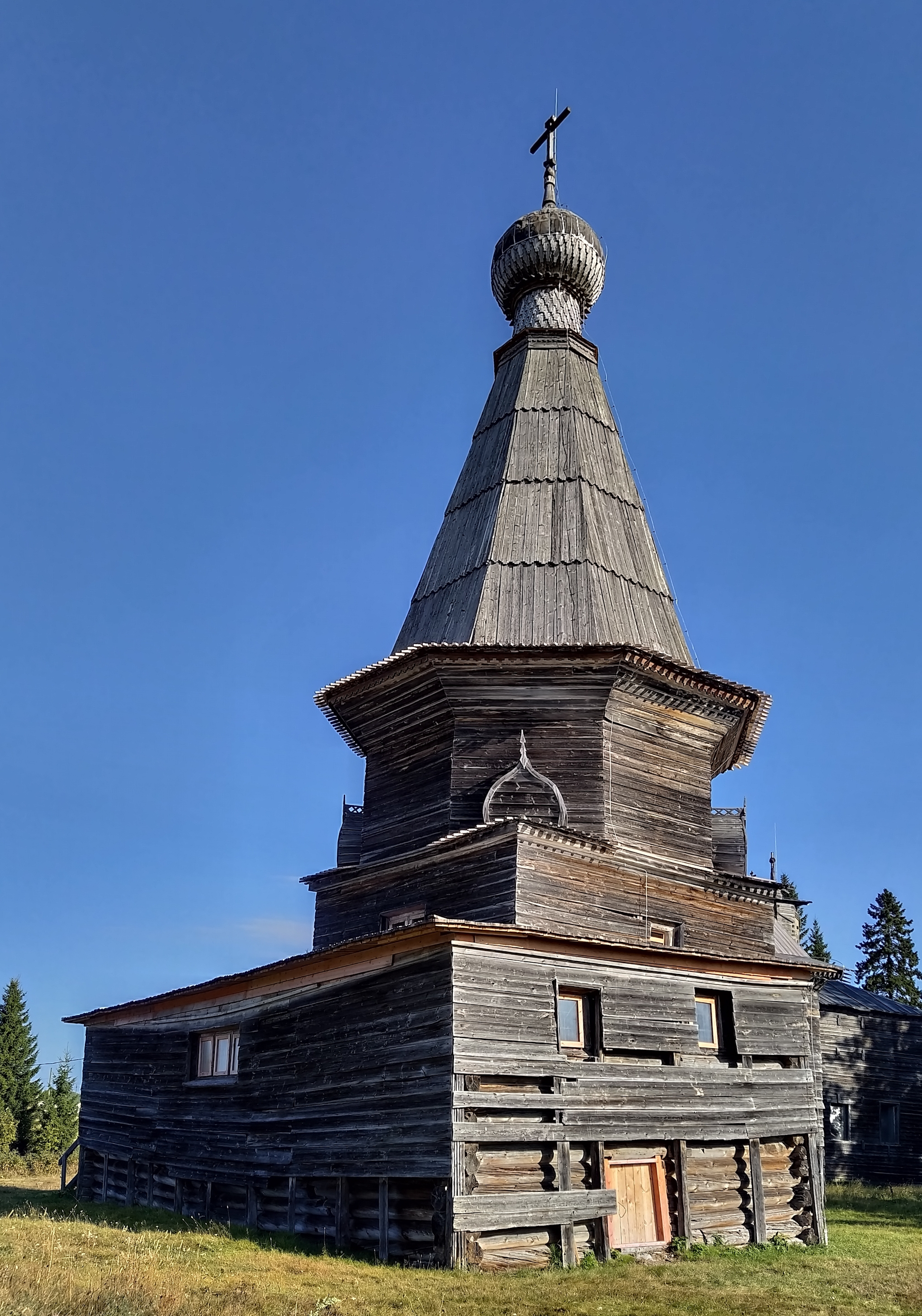
L'église Saint-Nicolas de 1618.
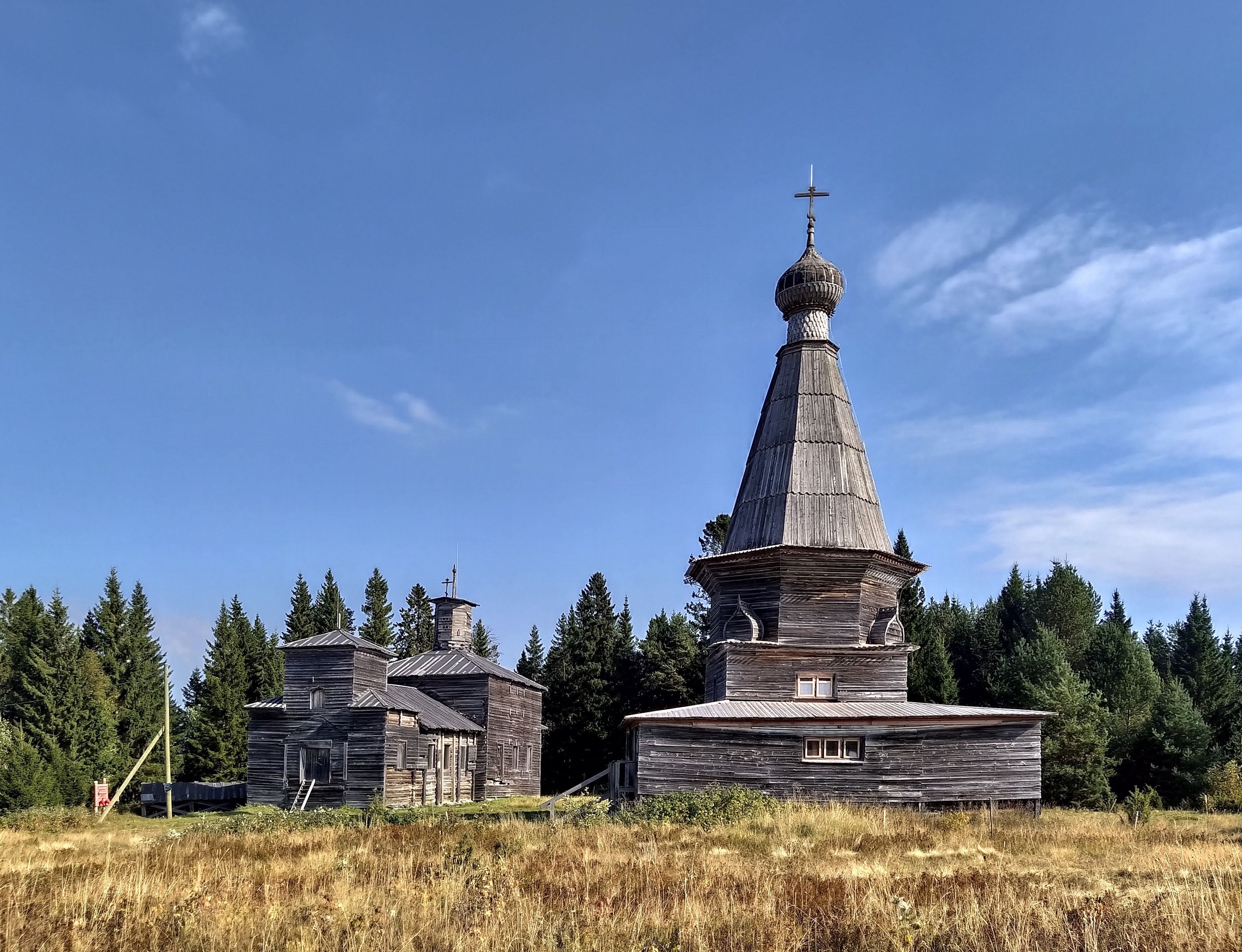
Les deux édifices du pogost.
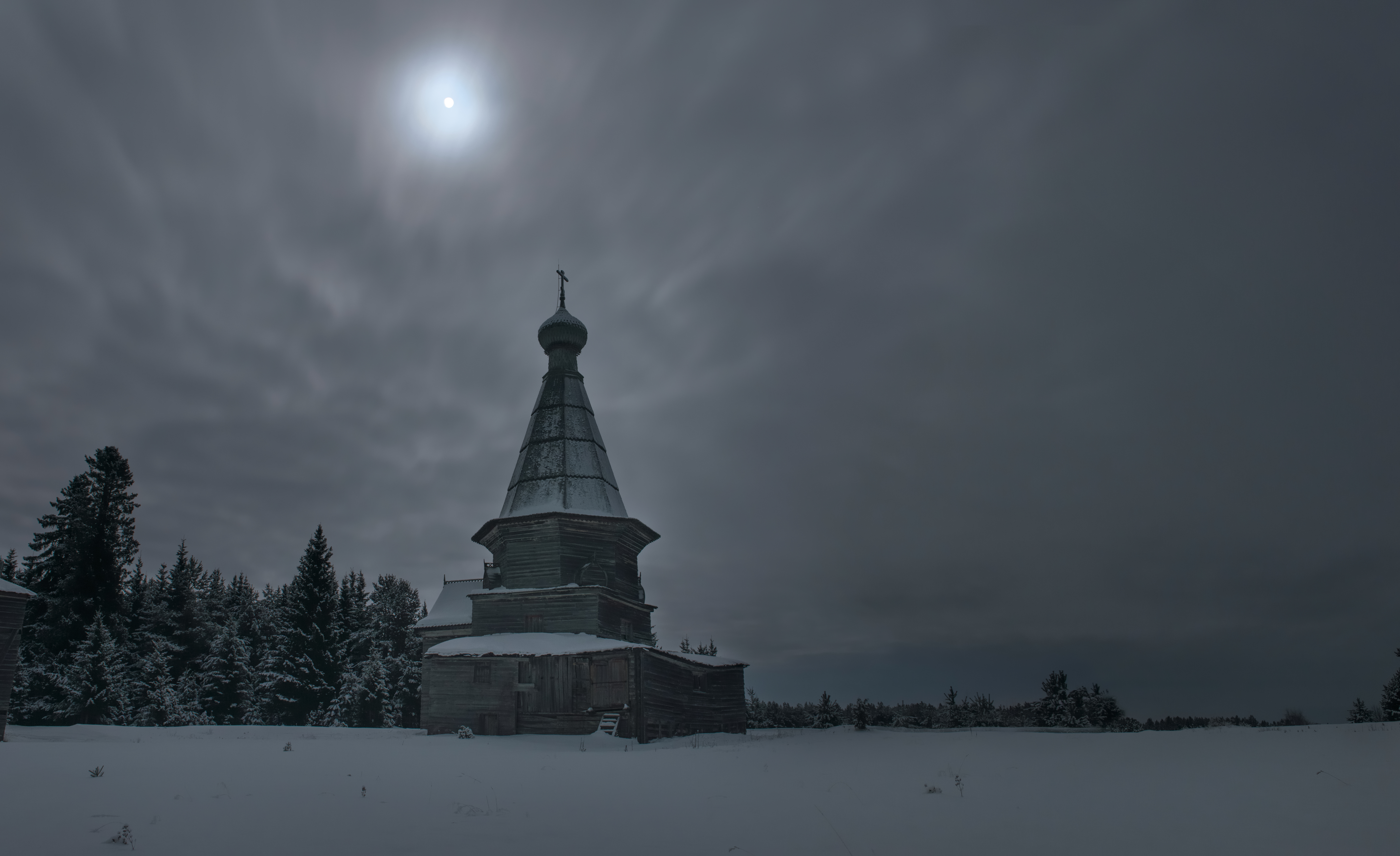
Le pogost en hiver.
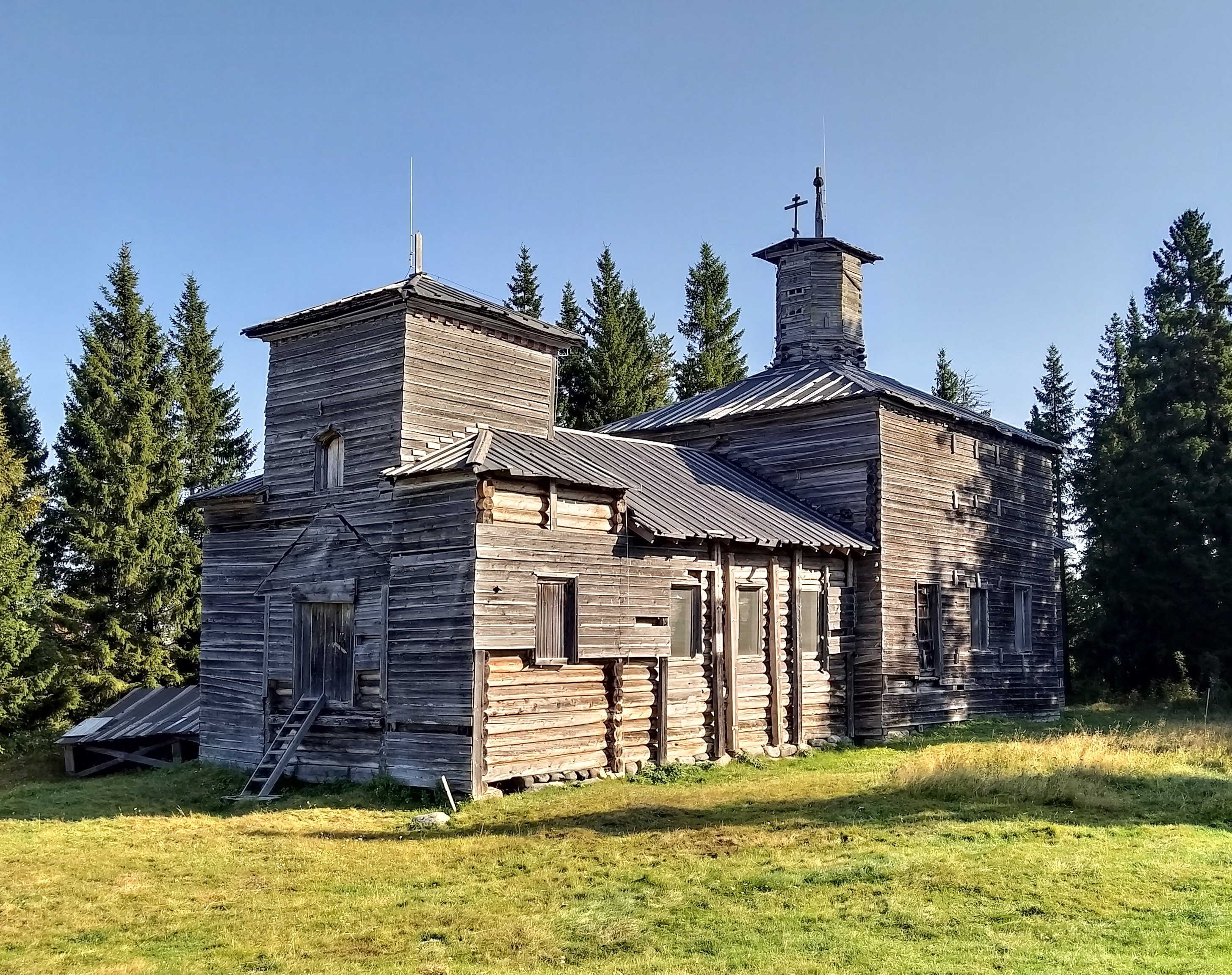
L'église de la Nativité.